# International Alliance for Mountain Film

Logo

Die International Alliance for Mountain Film ist ein Zusammenschluss von Bergfilmfestivals aus aller Welt. Der Verein mit Sitz in Turin wurde im Jahr 2000 im Turiner Museo Nazionale della Montagna gegründet.
Zu ihren Zielen gehört es, das Publikum und Filmemacher über Filmfestivals in aller Welt zu informieren. Außerdem dient die Allianz als Informationsplattform zwischen den Festivalveranstaltern über Bergfilme, Programmabläufe, Technologien, Werbemaßnahmen, Ticketvertrieb und Finanzierungsmöglichkeiten.
Die Mitglieder treffen sich zweimal jährlich auf jeweils einem der Mitgliedsfestival.
Zu den Mitgliedern, die die Kriterien zur Aufnahme in die International Alliance for Mountain Film erfüllen, gehören folgende Festivals:
- Berg- und Abenteuerfilmfestival Graz, Graz, Österreich
- Banff Mountain Film Festival, Banff, Kanada
- International Film Festival for Mountains, Extreme Sports and Adventures, Bansko, Bulgarien
- Internationales Bergfilmfestival, Teplice nad Metují, Tschechien
- Festival International Du Film De Montagne et Aventure, Autrans, Frankreich
- Internationales Bergfilmfestival Tegernsee, Tegernsee, Deutschland
- Kendal Mountain Film Festival, Kendal, Großbritannien
- Dundee Mountain Film Festival, Dundee, Großbritannien
- Museo Nazionale della Montagna „Duca degli Abruzzi“ Cai-Torino, Turin, Italien
- TrentoFilmfestival Montagna-Società-Cinema-Letteratura, Trient, Italien
- Moscow International Festival of Mountaineering and Adventure Films „Vertical“, Moskau, Russland
- Mezinárodný Festival Horských Filmov, Poprad, Slowakei
- Festival Internacional De Cinema De Muntanya l Aventura, Torelló, Spanien
- Festival International Du Film Alpin Les Diablerets, Les Diablerets, Schweiz
- Festival Dei Festivals, Lugano, Schweiz
- Taos Mountain Film Festival, Taos, USA